# Adam's Rib
Adam's Rib è un film muto del 1923 diretto da Cecil B. DeMille. Scritto e sceneggiato da Jeanie MacPherson il film, come usava spesso DeMille nelle sue pellicole, inserisce nella trama principale della storia una trama parallela ambientata, questa volta, in epoca preistorica. Prodotto dalla Famous Players-Lasky Corporation e distribuito dalla Paramount Pictures, aveva come interpreti Milton Sills, Elliott Dexter, Theodore Kosloff, Anna Q. Nilsson, Pauline Garon, Julia Faye.
Non ha niente a che fare con La costola di Adamo, film del 1948 di George Cukor che, in originale, ha lo stesso titolo di Adam's Rib.

## Trama

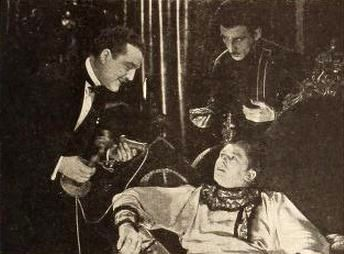
Elliott Dexter, Milton Sills e Theodore Kosloff

Michael Ramsay pensa solo agli affari e ad accumulare denaro, trascurando la moglie che cerca conforto altrove, intrecciando una relazione con Jaromir, il deposto sovrano di Morania. Per evitare lo scandalo e che la madre venga accusata di adulterio, Matilda, la figlia di Ramsey, benché sia innamorata del professor Reade, si accolla la colpa della madre, facendosi sorprendere in una situazione imbarazzante con Jaromir. La signora Ramsay, pentita della propria condotta sconsiderata, torna dal marito che, intanto, specula in Borsa sul grano, puntando sul ritorno di Jaromir sul trono. La pericolosa speculazione di Ramsey va in porto, facendolo diventare ricco: mentre il re torna in Morania, la famiglia Ramsey è felicemente riunita.

## Produzione
Il film venne girato a Chicago (Illinois), prodotto dalla Famous Players-Lasky Corporation con un budget di 400.000 dollari.

## Distribuzione
Il copyright del film, richiesto dalla Famous Players-Lasky Corp., fu registrato il 7 febbraio 1923 con il numero LP18658.
Distribuito dalla Paramount Pictures, il film fu presentato in prima a Los Angeles il 4 febbraio 1923, uscendo poi nelle sale statunitensi il 5 marzo di quell'anno. La pubblicità di lancio del film recitava: "La ragazza moderna in una nuova luce... Con tutto il lusso dei bellissimi vestiti e dei magnifici scenari che sono parte integrante dell'arte di Cecil B. DeMille, Adam's Rib rivela la ragazza moderna nella sua luce vera, in una storia densa d'azione".

### Data di uscita
- USA	24 settembre 1923
- Austria	1924
- Finlandia	11 gennaio 1925
- Francia	4 maggio 2009	 (Cinémathèque française: rétrospective Cecil B. DeMille)

Alias
- Adams Rippe	Austria
- Der Mann der Tat	Austria
- Die Schuld der Mutter	Austria
- La Costilla de Adán	Spagna
- La Rançon d'un trône	Francia

### Conservazione
Copia completa della pellicola si trova conservata negli archivi della George Eastman House di Rochester.